# 費希特湖
52°25′57″N 7°04′46″E / 52.432372°N 7.079505°E

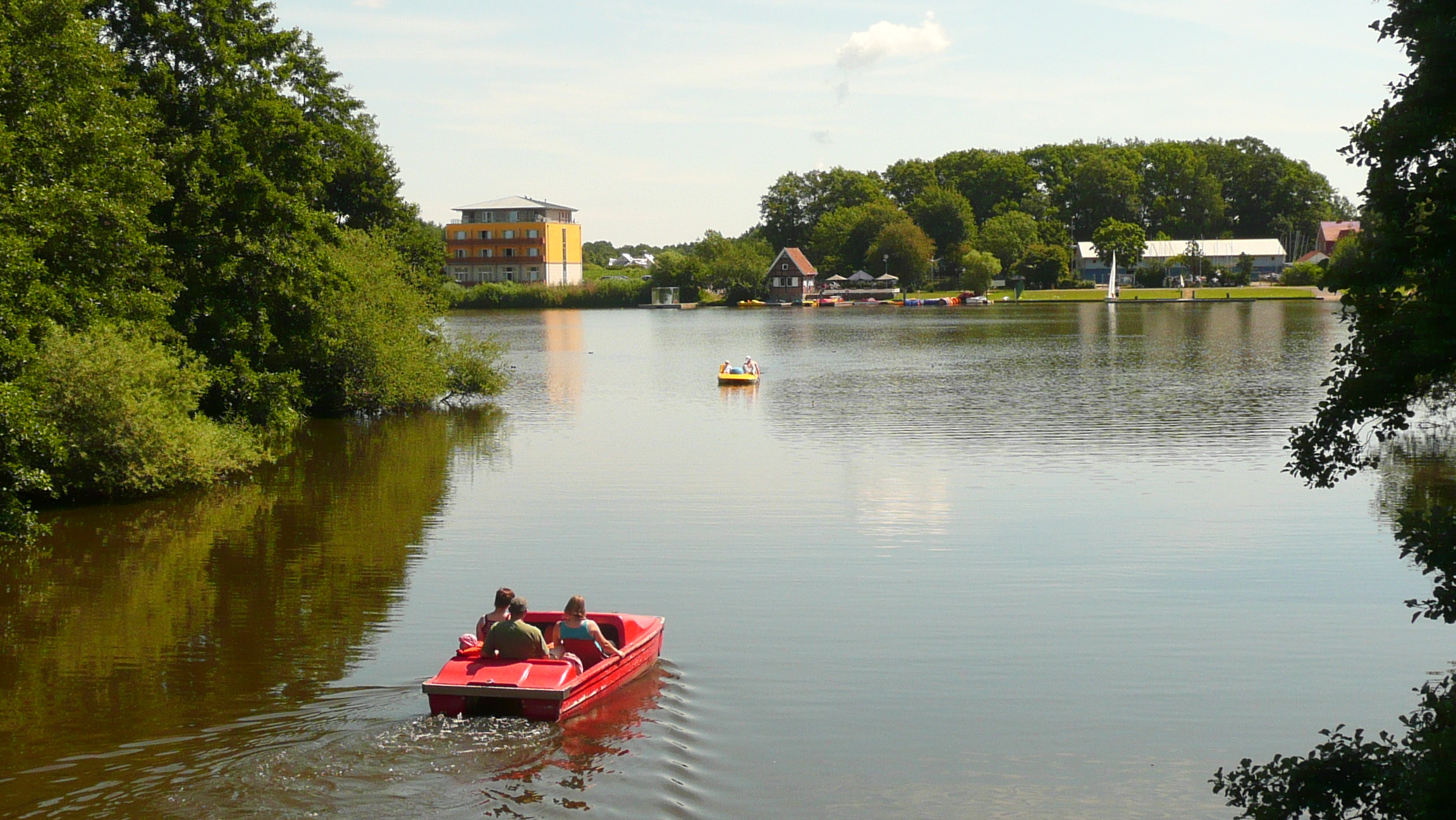

費希特湖（德語：Vechtesee），是德國下薩克森州諾德霍恩的湖泊，位於該國西北部，該湖泊長0.7公里、寬0.3公里，面積為0.22平方公里。